# Stiftskirche St. Servatius
Die ehemalige Stiftskirche St. Servatius in Quedlinburg, auch St. Servatii oder Quedlinburger Dom genannt, ist ein den Heiligen Dionysius und Servatius geweihtes Denkmal hochromanischer Baukunst. Die im Wesentlichen zwischen 1070 und 1129 errichtete, flachgedeckte dreischiffige Basilika war die Kirche des Quedlinburger Damenstiftes. Die Kirche gehört seit 1994 zusammen mit der Quedlinburger Altstadt und dem Schloss zum Welterbe der UNESCO, des Weiteren ist sie ein geschütztes Kulturgut nach der Haager Konvention und ist im Quedlinburger Denkmalverzeichnis eingetragen.

## Baugeschichte

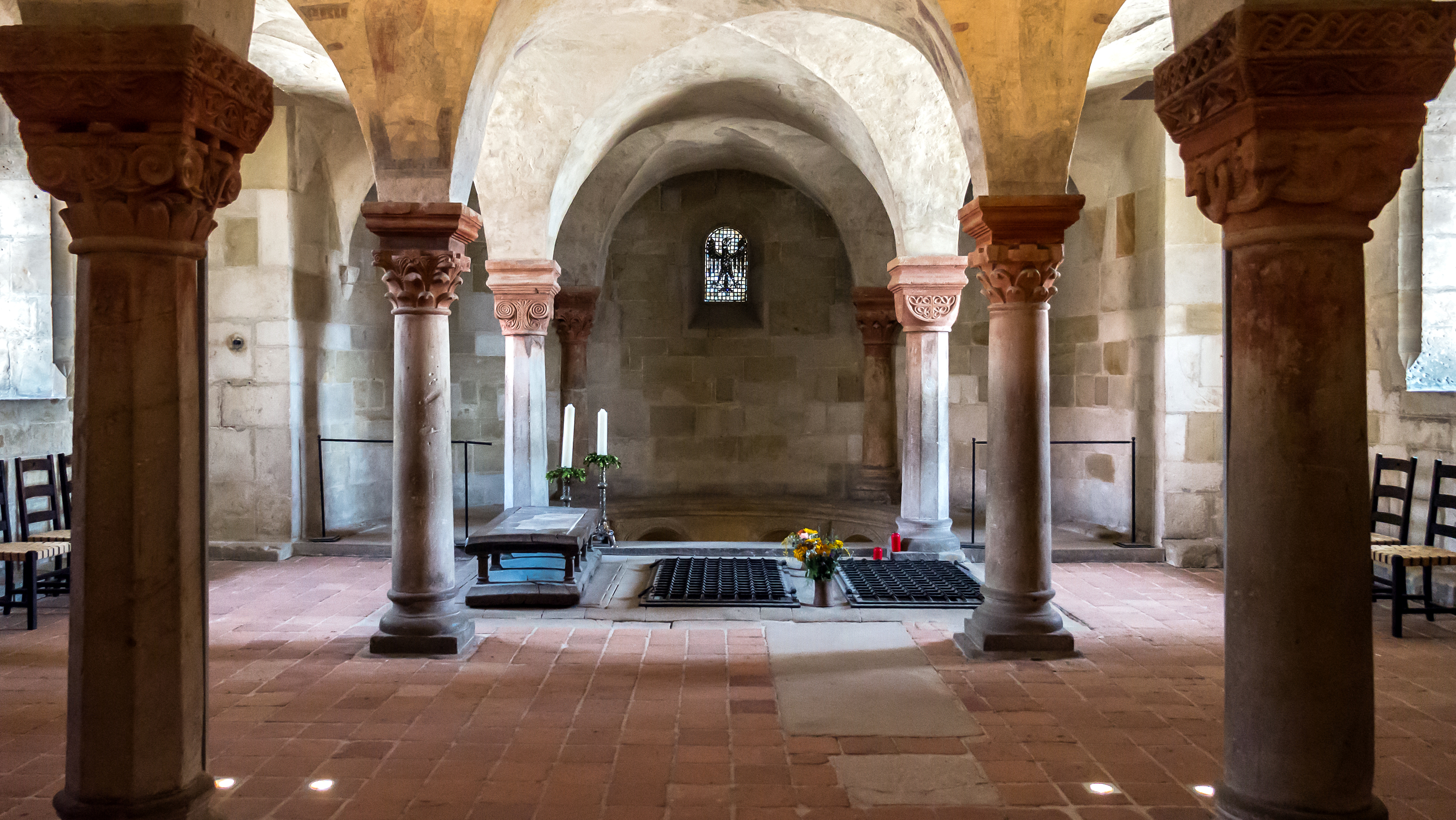
Krypta der Kirche (2014)

Mit dem erhaltenen Bau wurde bald nach einem Brand 1070 begonnen, und die Kirche Pfingsten 1129 in Anwesenheit König Lothars III. erneut geweiht.
Zuvor hatten an dieser Stelle drei Vorgängerbauten gestanden:
Bau I wurde vor 936 als Kapelle einer Burganlage errichtet, vor deren Hauptaltar König Heinrich I. beigesetzt wurde. Bei der Umwandlung der Burganlage in das 936 gegründete Damenstift wurde der Kirchenbau durch den größeren Bau II ersetzt. In diesen wurde die sogenannte Confessio des Heiligen Servatius eingebaut, jedoch bald wieder zugeschüttet. Erst im 19. Jahrhundert wurde sie in der Form freigelegt, wie sie heute in der Krypta zu sehen ist. Unter der Regierung der Äbtissin Mathilde entstand ein weiterer Neubau (Bau III) und konnte in einem ersten Bauabschnitt 997 fertiggestellt werden. Vom südlichen Seitenschiff der Krypta führt heute eine Treppe zur sogenannten Wegekapelle St. Nicolai in vinculis. Sie entstand vermutlich vor 997. Bei den beiden Säulen mit ihren stark vereinfachten und reduzierten ionischen Kapitellen sind die stark abgeschrägten Kämpferblöcke größer als die Kapitelle. Im Jahr 1021 wurde die dritte Kirche am 24. September in Anwesenheit Kaiser Heinrichs II. geweiht. Diesen Bau zerstörte das Feuer 1070.
Der Hohe Chor wurde unter der Äbtissin Jutta von Kranichfeld bis 1320 im gotischen Stil umgebaut. Bei der umfassenden Restaurierung unter Ferdinand von Quast 1863 bis 1882 erhielt die Kirche zwei neuromanische Türme mit spitzen Turmspitzen. Damals wurden diese stilwidrig mit rheinischen Helmen versehen.

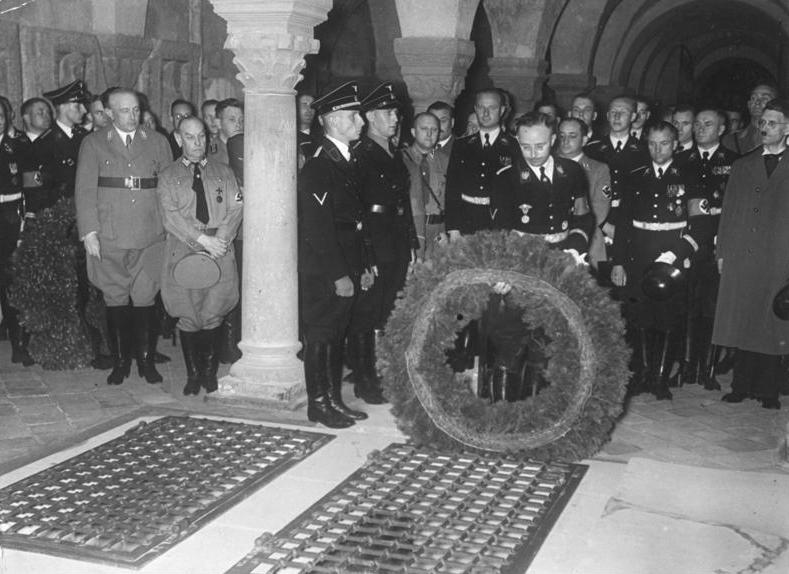
Heinrich Himmler bei der Heinrichsfeier 1938 in der Stiftskirche St. Servatius

Anlässlich des tausendjährigen Todestags Heinrichs I. begannen nationalsozialistische Funktionäre 1936 mit der Umgestaltung der Kirche. Ihr Ziel war es, das Gebäude unter Beseitigung seines christlichen Charakters in eine NS-Kultstätte umzuwandeln. Dazu wurde im Rahmen eines Staatsakts am 2. Juli 1936 gegen den vergeblichen Widerstand der Gemeinde zunächst Kruzifixe in der Kirche abgehängt und die Bibel vom Altar entfernt. 1938 wurde die Kirche von der SS übernommen, die sie als „Weihestätte“ nutzen wollte. Vor diesem Hintergrund erfolgte in den Jahren 1938 bis 1940 die Wiederherstellung des romanischen Chors im Inneren; von außen blieb das gotische Erscheinungsbild des Chorraums unverändert. Im Inneren wurden Altar, Kanzel und Gestühl entfernt und das gotische Chorgewölbe zerstört, um eine neue, pseudo-romanische Apsis zu errichten. Zudem wurden in der Kirche NS-Symbole angebracht, etwa Hakenkreuz- und SS-Fahnen sowie ein steinerner Reichsadler (ebenfalls mit Hakenkreuz) im Chor. Auf der Kirche wurde eine SS-Fahne gehisst. Der später als Pfarrer der Kirche tätige Ekkehard Steinhäuser bewertete diese Maßnahmen als „Kirchenschändung“. SS-Führer Heinrich Himmler, der den Schlüssel zur Schatzkammer der Kirche an sich nahm, soll im Gebäude zudem „Zwiesprache“ mit Heinrich I. gehalten haben (siehe Bild Heinrichs im Nationalsozialismus) und wurde in seinem Umfeld, nicht nur in Quedlinburg, wegen seiner Fixierung auf den Namensvorgänger „König Heinrich“ genannt. Er hielt die bei Grabungen von SS-Obersturmführer Rolf Höhne am Schlossberg aufgefundenen Knochenreste für die Gebeine Heinrichs I. und ließ sie in der Nacht vom 1. zum 2. Juli 1937 feierlich in der leeren Grabstelle neben Königin Mathilde beisetzen. Im benachbarten Schlossmuseum werden heute die Überreste des Sarkophages und eine Dokumentation zur NS-Zeit ausgestellt.
Nach dem Ende des Zweiten Weltkriegs übergaben amerikanische Streitkräfte die Kirche wieder an ihre Gemeinde. Ab Juni 1945 konnten hier wieder christliche Gottesdienste stattfinden. Die Turmhelme, die durch Artilleriebeschuss am 17. April 1945 beschädigt worden waren, wurden zwischen 1946 und 1948 wiederhergestellt, jedoch mit dem romanischen Stil angepassten niedrigen Pyramidendächern. Pfarrer an der Kirche war in dieser Zeit Franz-Reinhold Hildebrandt.
Die Stiftskirche St. Servatius wird auch als Quedlinburger Dom bezeichnet, um den Rang der Äbtissin Mathilde als metropolitana auf der Stufe eines (Erz-)Bischofs anzuzeigen. Als „Dom“ werden umgangssprachlich zumeist Kirchen von hoher Bedeutung bezeichnet, was auf St. Servatii zweifelsohne zutrifft.

Außenansichten
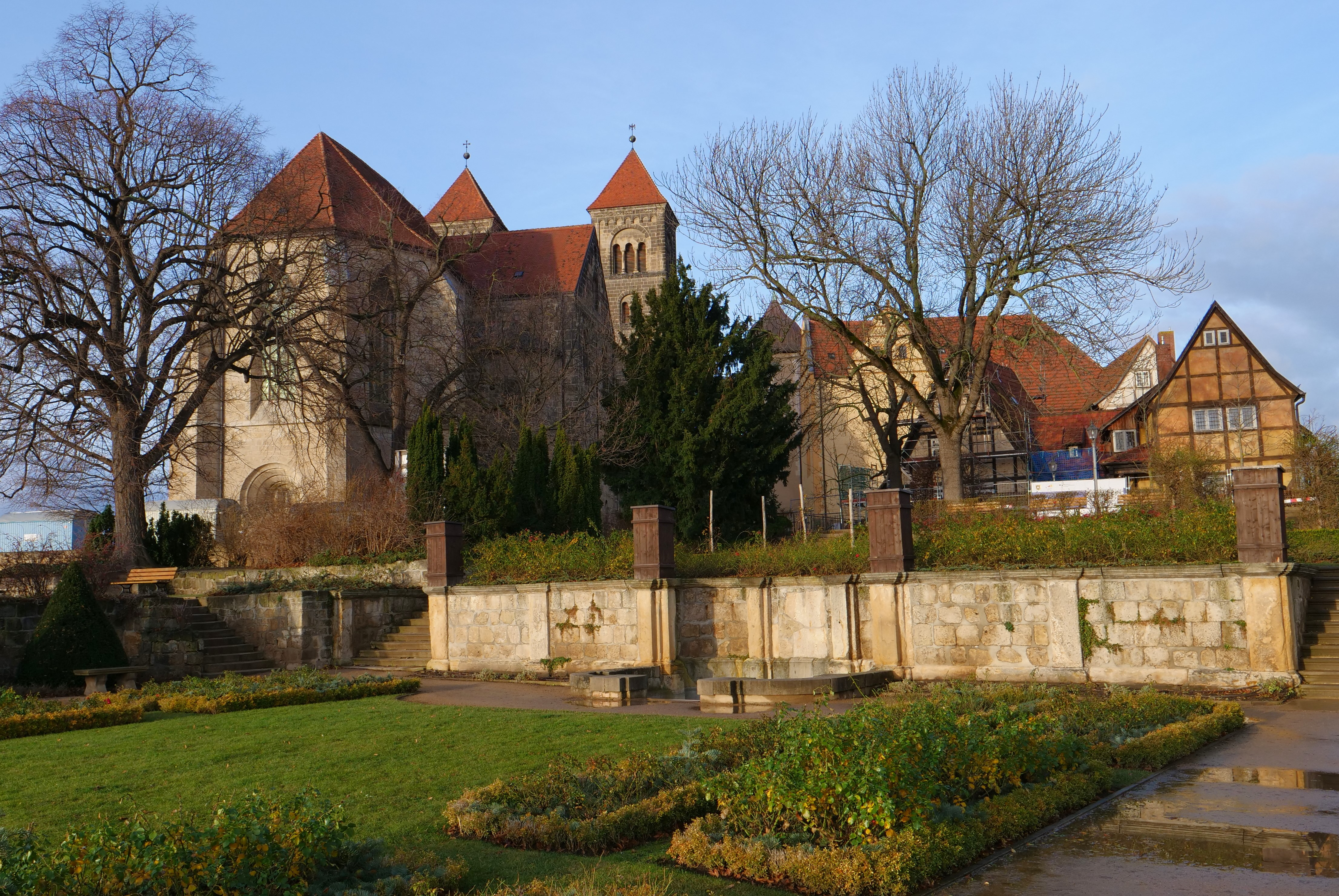
Schlossterrasse mit Stiftskirche
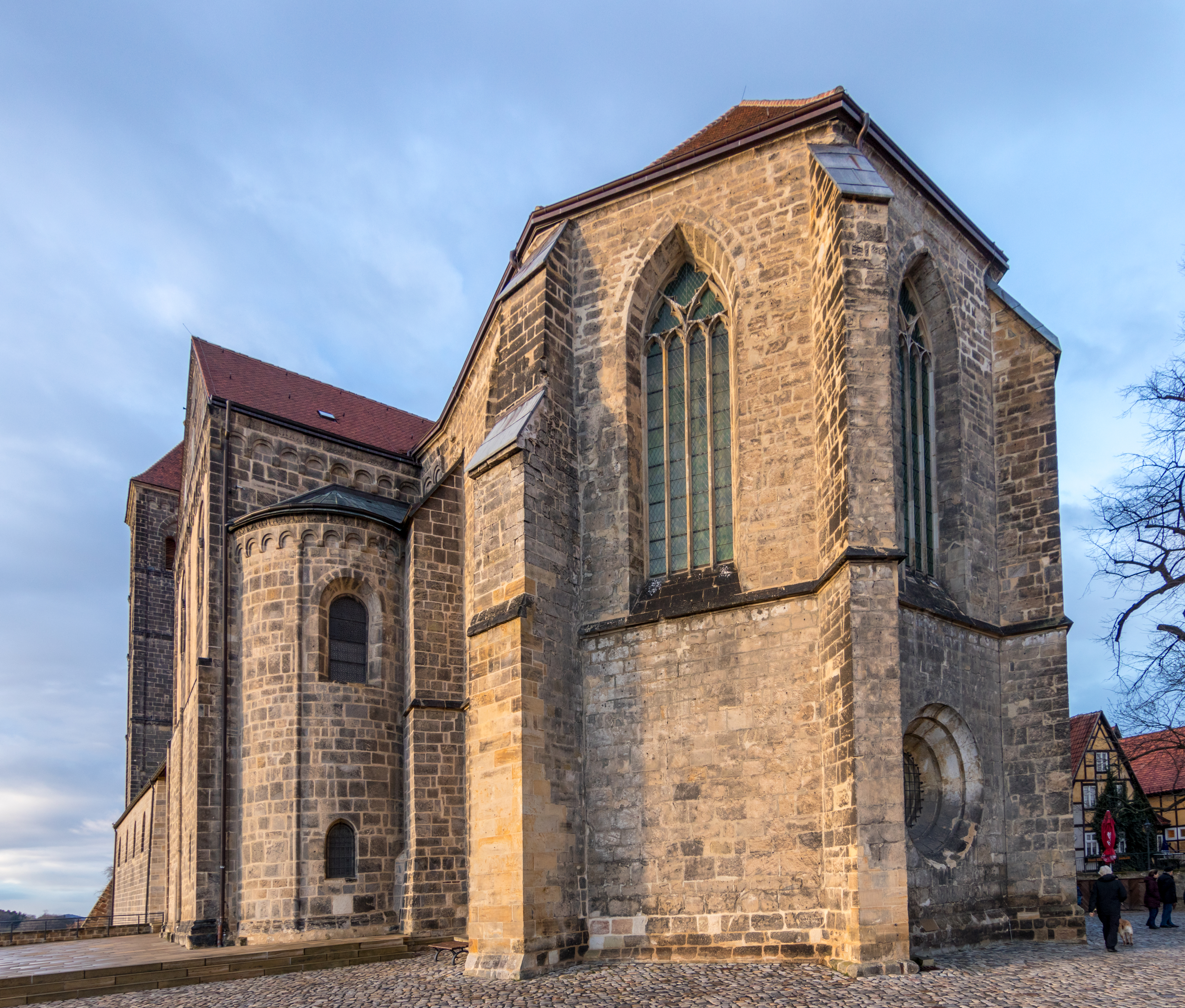
Chor der Stiftskirche
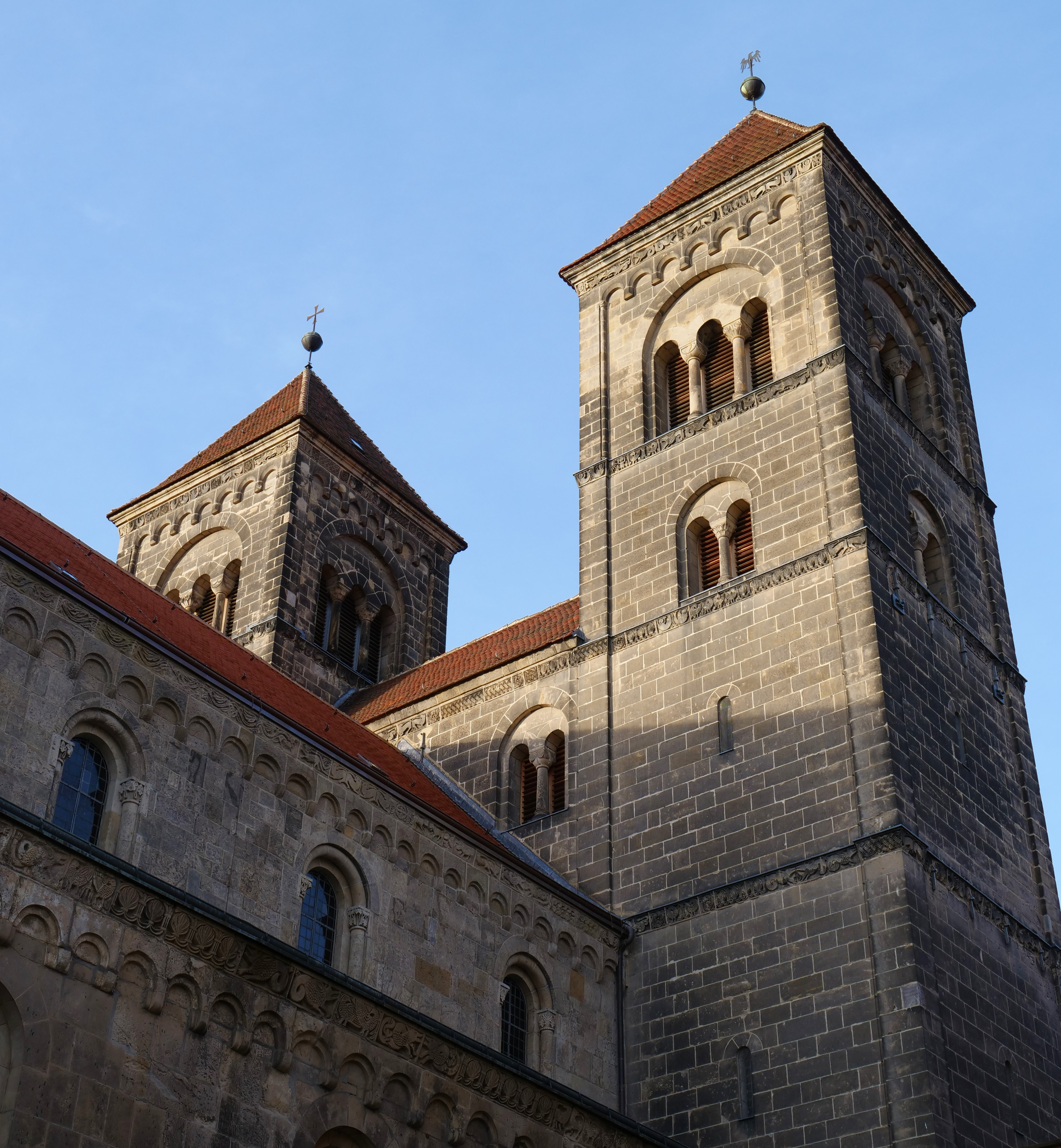
Türme und Langhaus mit Rundbogenfriesen
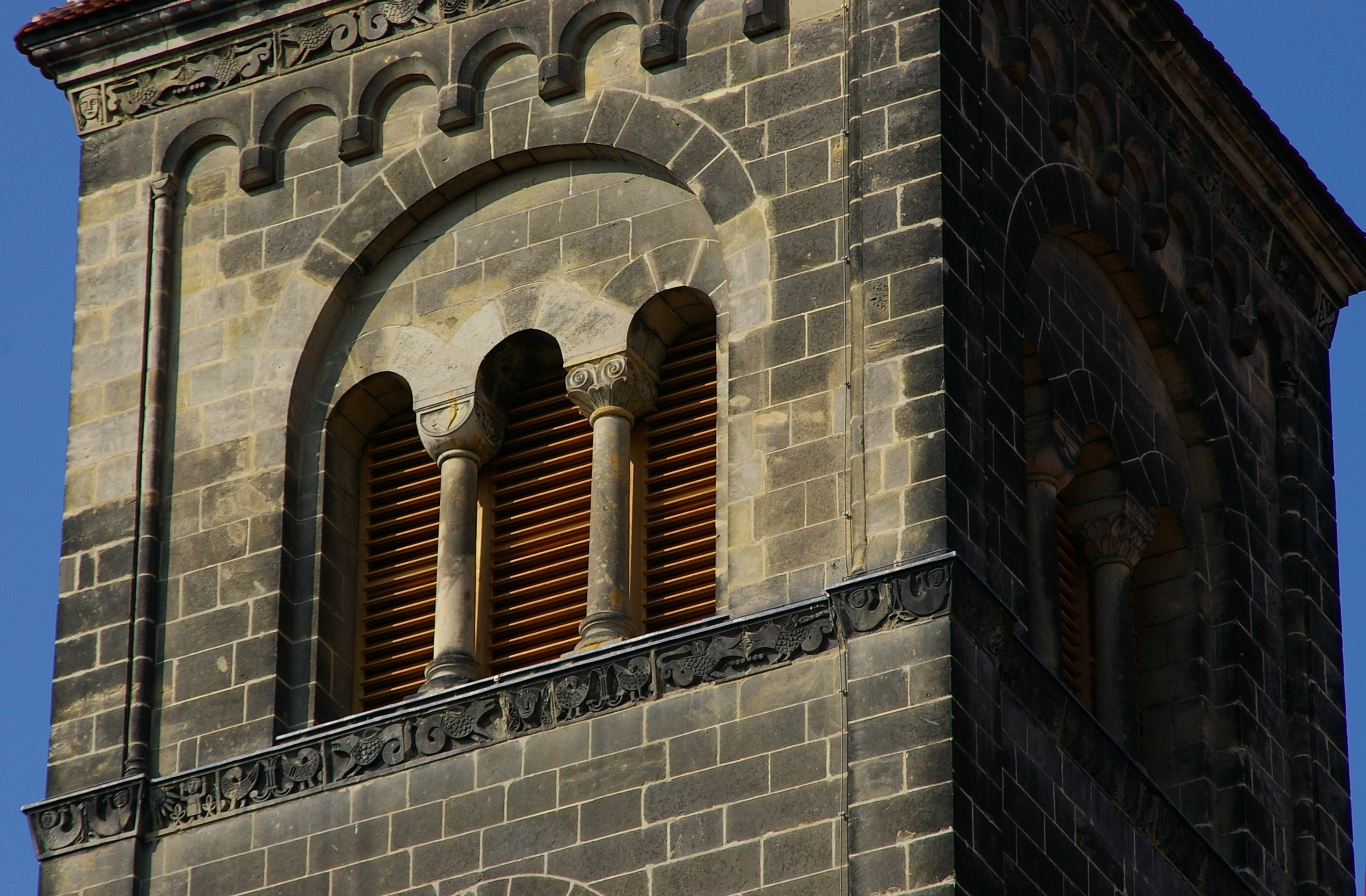
Friese am neuromanischen Nordturm

## Innenraum

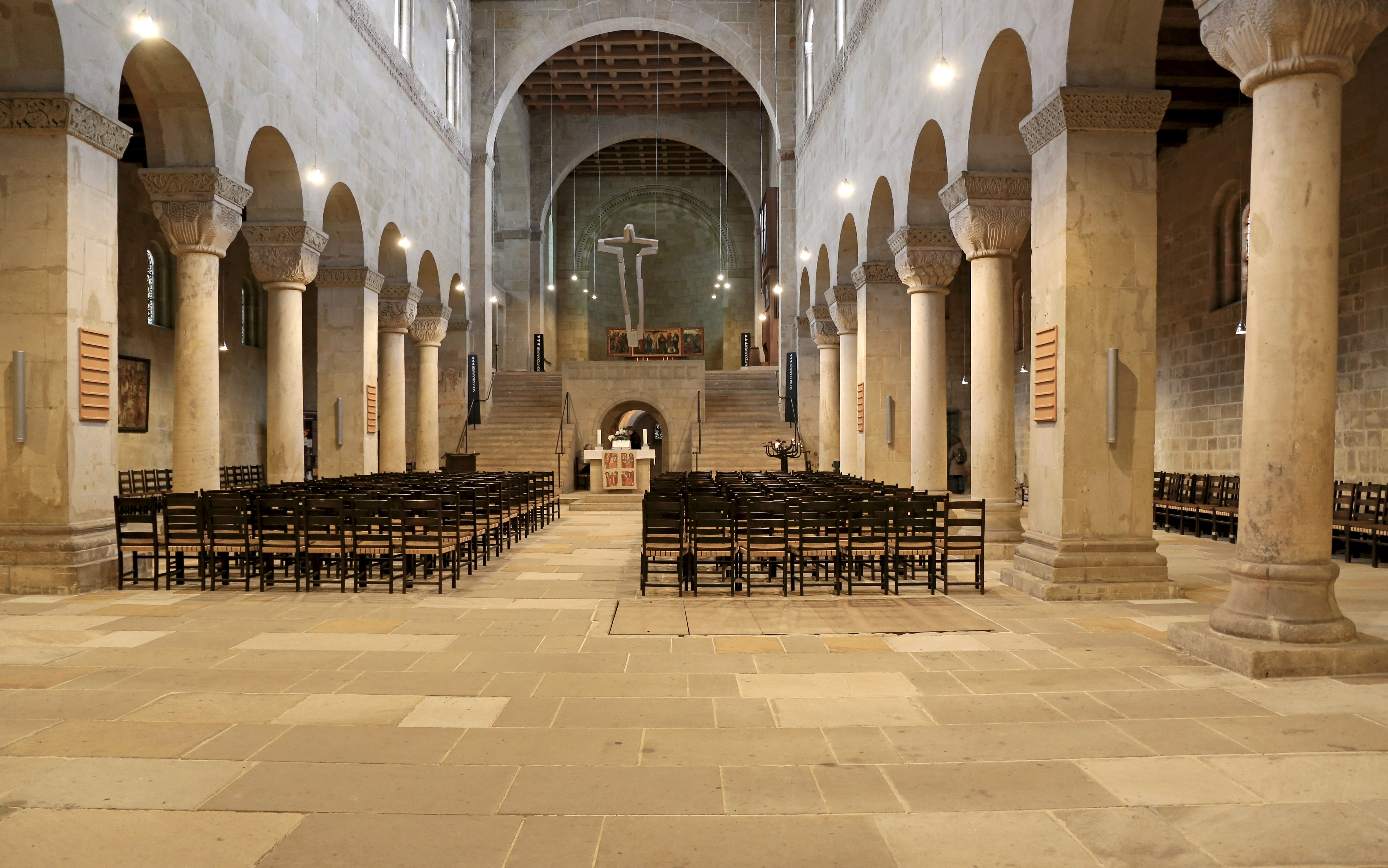
Mittelschiff mit Apsis

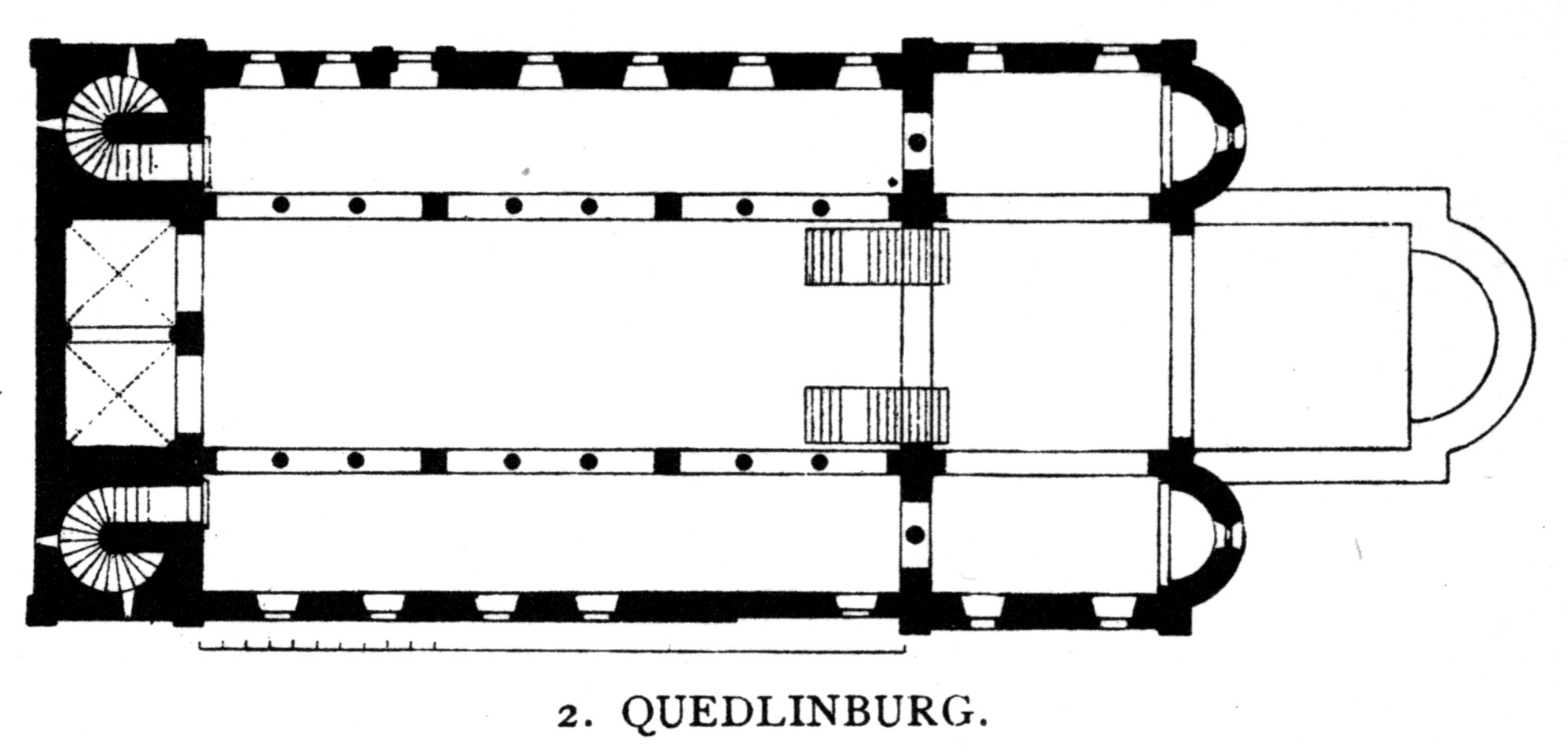
Grundriss

Das Mittelschiff wird abwechselnd von je zwei Säulen und einem Pfeiler (niedersächsischer Stützenwechsel) von den Seitenschiffen getrennt. Die Kapitelle und Kämpfer der Säulen und Pfeiler sind mit reichhaltigem Skulpturenschmuck versehen (Pflanzen- und Tiermotive, besonders Adler). Tiere sind auch das dominierende Motiv in den Friesen an den Obergaden.
Sowohl an den Außenwänden als auch in der Ornamentik des Innenraumes sind starke lombardische Einflüsse zu erkennen.

Innenansichten
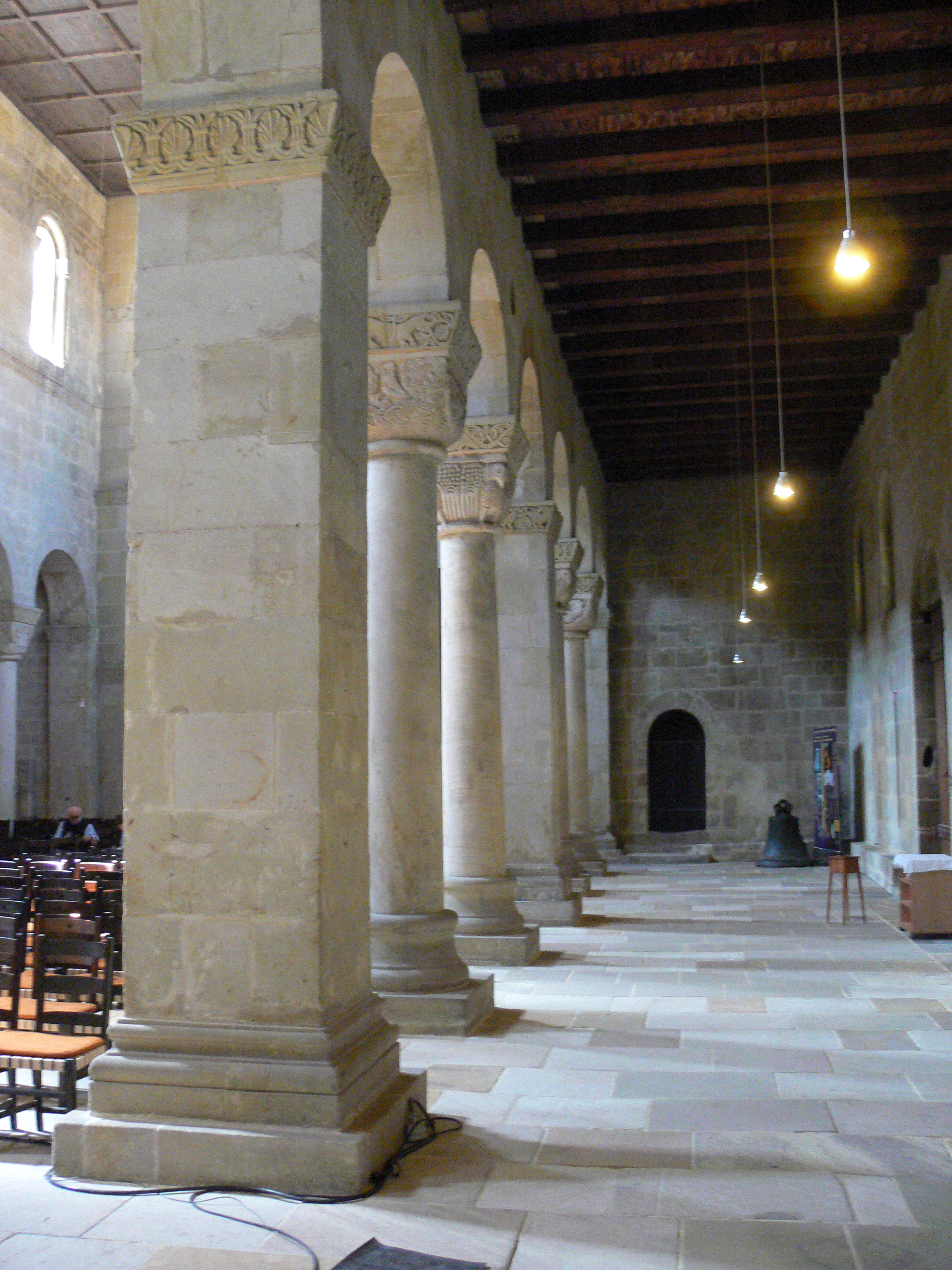
Stützenwechsel im nördlichen Seitenschiff
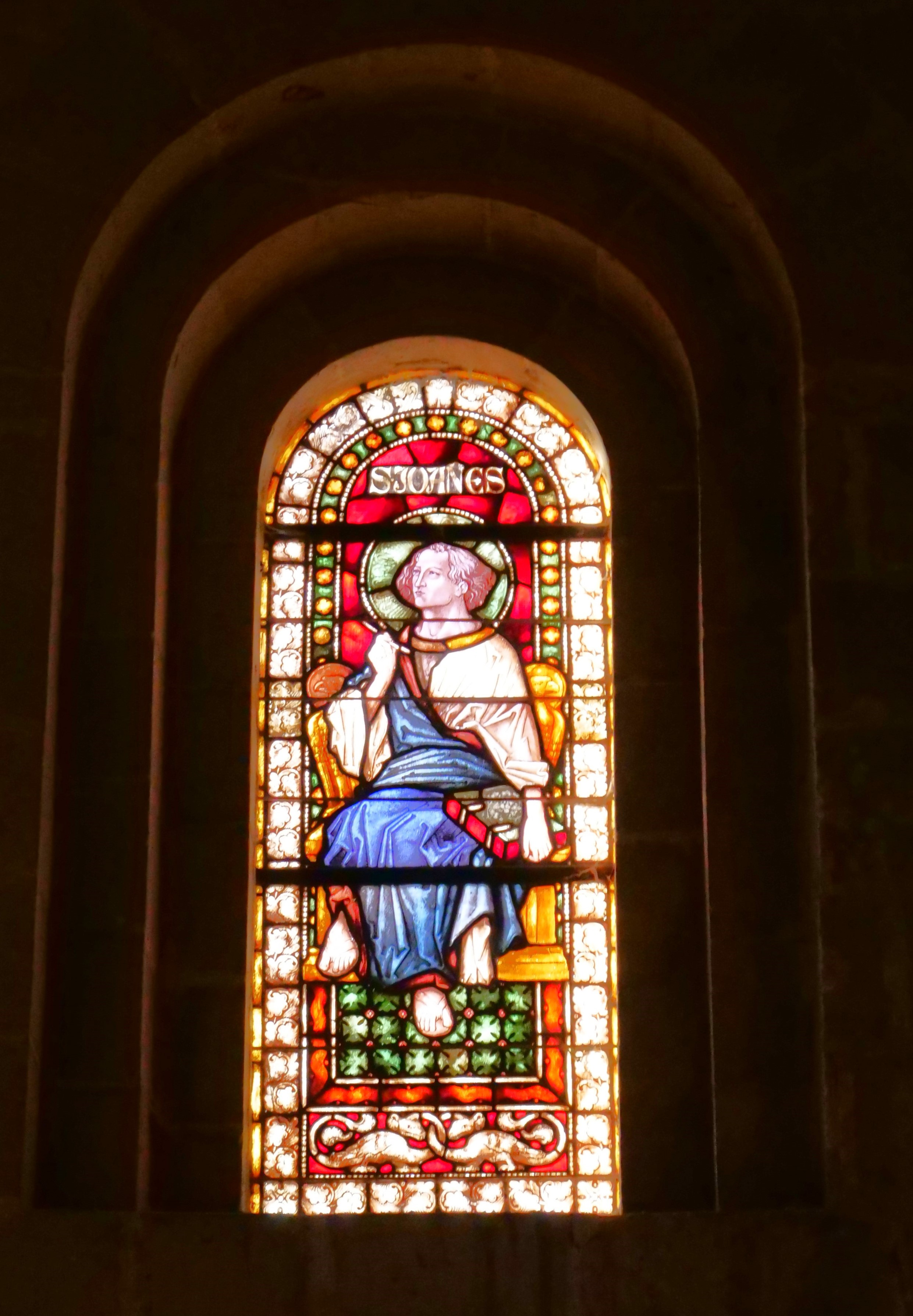
Glasfenster
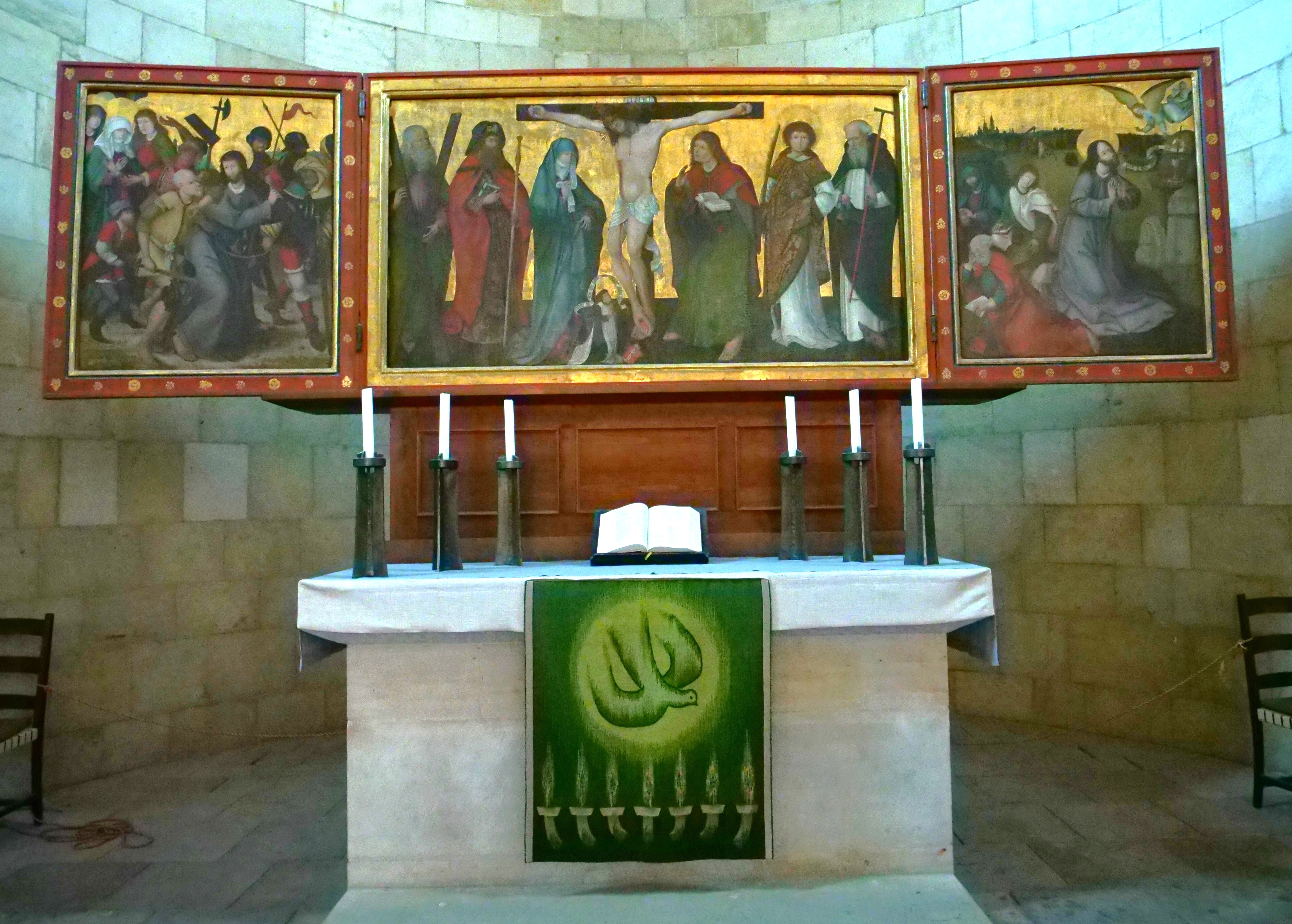
Altar
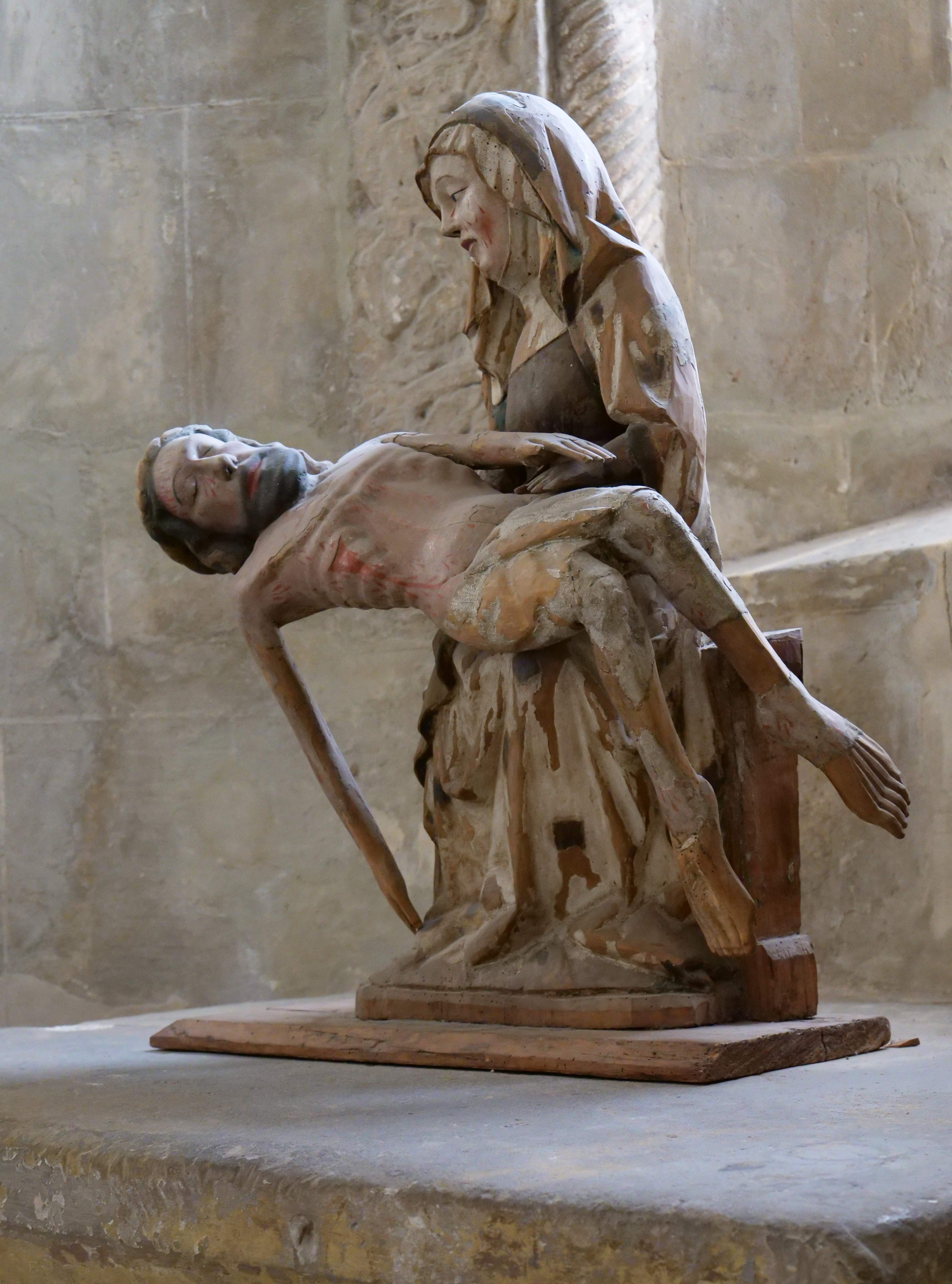
Pietà

## St. Servatius als Grablege
Die Kirche diente den Stiftern Heinrich I. und seiner Gemahlin Mathilde sowie den Quedlinburger Äbtissinnen als Grablege. Von den Äbtissinnen künden ihre bis heute erhaltenen und in der Forschung immer wieder untersuchten Grabplatten.

### Krypta

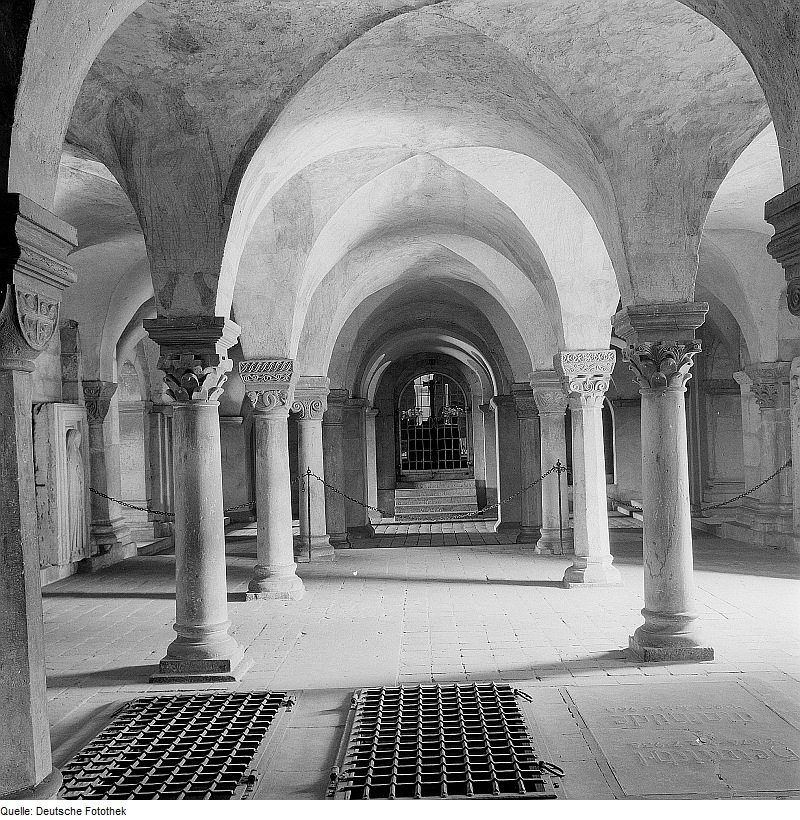
Krypta mit Grabstellen im Vordergrund (historische Aufnahme)

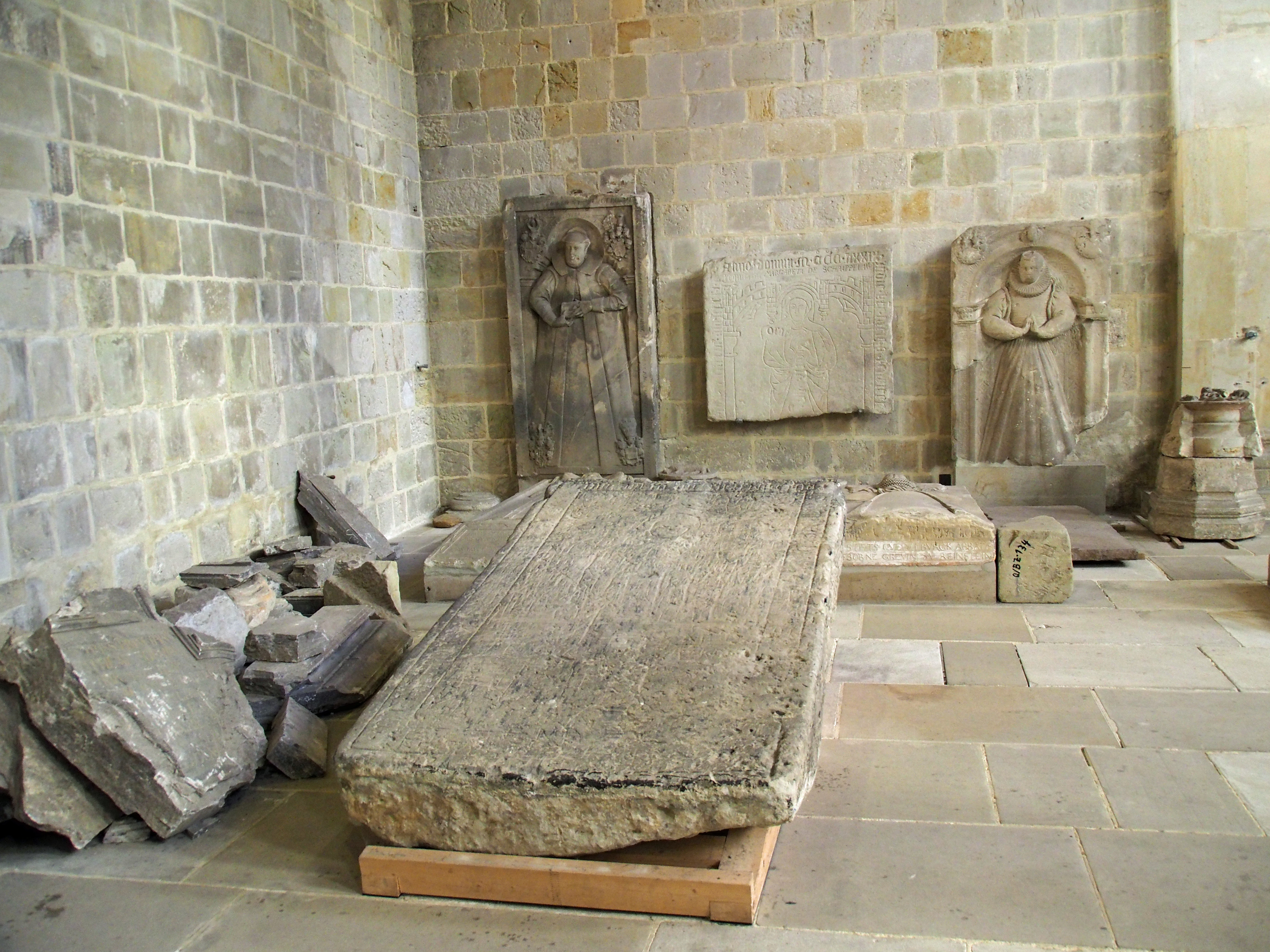
Grabplatten in der Kirche, unter anderen die der Äbtissin Margarete von Schraplau (Schrappelaw) († 1379)

Die Grabanlage der Stifter befindet sich in der Krypta. Die Gebeine der Königin Mathilde liegen bis zum heutigen Tag tatsächlich dort. An der Decke der Krypta befinden sich Reste von Seccomalerei, biblische Motive darstellend. Eine umfangreiche Sanierung in den Jahren 2002–2009 sicherte die kostbare Deckenmalerei, im gleichen Zuge wurde erstmals eine umfangreiche Beleuchtung integriert.
In der Krypta finden sich als romanische und gotische Bildhauerarbeiten die Grabplatten der Quedlinburger Äbtissinnen:
- Äbtissin Mathilde, Tochter Ottos I., Enkeltochter Heinrichs I.
- Äbtissin Adelheid I. († 1044), Schwester Ottos III.
- Äbtissin Beatrix I. († 1062), Tochter Heinrichs III., Schwester Heinrichs IV.
- Äbtissin Agnes II. von Meißen († 1203), Tochter des Markgrafen Konrad von Meißen
- Äbtissin Bertrada von Krosigk († 1231)
- Äbtissin Osterlinde von Falkenstein († 1232)
- Äbtissin Gertrud von Amfurt († 1270)
- Äbtissin Margareta von Schraplau († 1379)

Ferner findet sich die Grabplatte eines Ritters mit Schild und Schwert:
- Grabplatte für Friedrich von Hoym († 1391)

### Fürstengruft
Eine Treppe führt von der Krypta in die so genannte Fürstengruft, deren Raumklima dazu beiträgt, Leichen zu mumifizieren. Dort befinden sich unter anderem die Särge von Aurora von Königsmarck, der Äbtissinnen Anna II. zu Stolberg, Anna III. zu Stolberg-Wernigerode und Marie Elisabeth von Schleswig-Holstein-Gottorf.

## Ausstattung

### Quedlinburger Knüpfteppich
Der hohe Chor war von einem fast 5,60 × 7,40 m großen Knüpfteppich geschmückt, der von Agnes II. von Meißen in Auftrag gegeben und dem hl. Servatius gestiftet über 20 Jahre in Handarbeit auf dem Schlossberg angefertigt wurde. Dieser ist in Fragmenten erhalten geblieben und seit Ende 2006 in einem Teppichsaal zu besichtigen.

### Altarkreuze
Nach dem Zweiten Weltkrieg wurde auf Drängen des Instituts für Denkmalpflege zunächst ein Holzkreuz hinter dem Altar aufgestellt, welches durch einen gotischen Corpus ergänzt wurde. Diese Leihgabe aus der Marienkirche in Freyburg (Unstrut) musste jedoch 2001 wieder zurückgegeben werden. Mit Unterstützung der Kunstreferentin Bettina Seyderhelm wurden verschiedene Vorschläge einer neuen Kreuzesdarstellung dem Gemeindekirchenrat unterbreitet. Für den letztendlichen Wettbewerb wurden schließlich sechs Künstler zugelassen, von denen fünf später Entwürfe einreichten. Seitens der Gemeinde wurde folgende Bedingung formuliert: „Es ist das Anliegen der Kirchengemeinde, dass die Christusfigur in der künstlerischen Sprache unserer Zeit dargestellt wird. Die Christusfigur soll jubelnd, siegreich und triumphierend wirken, Hoffnung machen und Versöhnung ausstrahlen: ‚In der Welt habt ihr Angst; aber seid getrost, ich habe die Welt überwunden.‘ (Joh 16,33 )“ (Seyderhelm (2005), S. 18). In der zweiten Jurysitzung des Jahres 2004 wurde Thomas Leus Entwurf als Sieger festgestellt.
Zum Osterfest 2006 kam ein modernes Kreuz in die Stiftskirche. Es wurde vom halleschen Künstler Thomas Leu aus Aluminium geschaffen. Gegenüber dem Entwurf wurde die Figur verkleinert. Dieses Triumphkreuz soll die Verbindung des Jesus am Kreuz mit der sich auflösenden Gestalt des aufstrebenden und auferstandenen Christus darstellen. Neue Altarleuchter ergänzen das Kreuz.

### Orgel

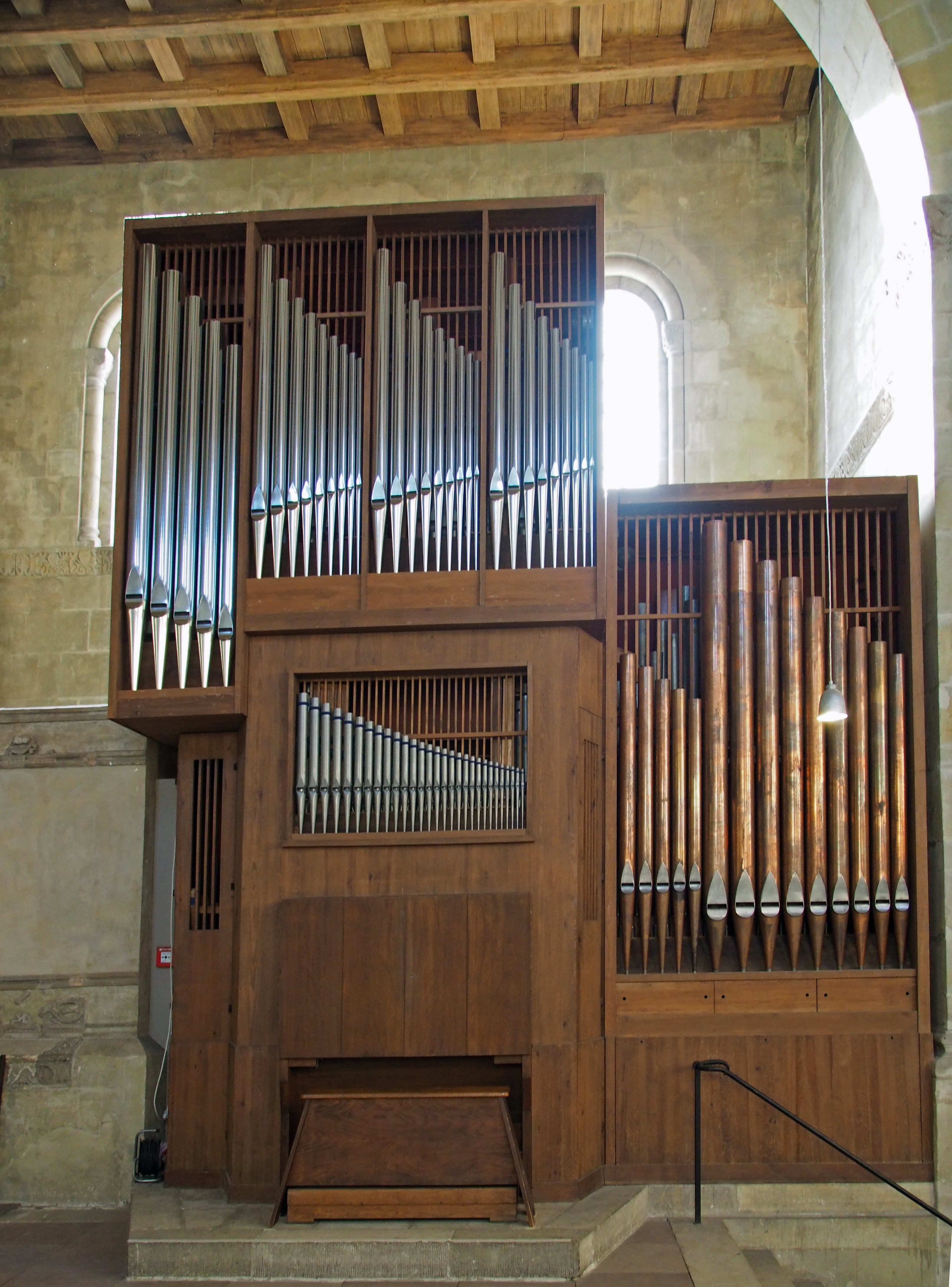
Die Orgel

Die heutige Orgel wurde, nachdem die Vorgängerorgel aufgrund von Feuchtigkeitsschäden nicht mehr zu erhalten war, auf der Südseite im hohen Chor eingebaut. 1971 fand die feierliche Übergabe des von der Firma Alexander Schuke (Potsdam) unter Hans-Joachim Schuke mit der Opusnummer 420 gebauten Instrumentes statt. Sie verfügt über 1994 Pfeifen und folgt dem neobarocken Klangideal.
Disposition der Orgel mit der Registeranordnung laut Spieltisch:
| I Hauptwerk |       |
| Pommer      | 16′   |
| Prinzipal   | 8′    |
| Rohrflöte   | 8′    |
| Oktave      | 4′    |
| Spitzflöte  | 4′    |
| Nassat      | 2 ⁄3′ |
| Oktave      | 2′    |
| Mixtur VI   |       |
| Zymbel III  |       |
| Trompete    | 8′    |

| II Unterwerk |        |
| Gedackt      | 8′     |
| Spillpfeife  | 4′     |
| Prinzipal    | 2′     |
| Waldflöte    | 2′     |
| Terz         | 1 3⁄5′ |
| Quinte       | 1 ⁄3′  |
| Oktave       | 1′     |
| Scharff IV   |        |
| Vox Humana   | 8′     |
|              |        |
| Tremulant    |        |

| Pedal        |     |
| Subbass      | 16′ |
| Oktave       | 8′  |
| Bassflöte    | 8′  |
| Nachthorn    | 4′  |
| Mixtur V     |     |
| Posaune      | 16′ |
| Trompete     | 8′  |
| Feldtrompete | 4′  |

- Koppeln: I/P, II/P, I/II.

### Glocken und Turmuhr
Im Nordturm hängt das Geläut aus fünf Kirchenglocken.
- Die größte Glocke – Aurora genannt – wurde 1705 gegossen und hat den Schlagton c1. Sie hängt separat im obersten Stockwerk und wird an hohen Festtagen per Seilzug geläutet.
- Die zweitgrößte und zugleich älteste Glocke des Geläuts ist die 1504 gegossene Sonntagsglocke im Schlagton es1.

Diesen Geläutetorso ergänzte im Jahre 2002 die Glockengießerei Perner aus Passau um drei Glocken:
- Sterbeglocke – Schlagton as1:
 „In Deine Hände befehle ich meinen Geist / Du hast mich erlöst / Herr / Du treuer Gott.“ (Zier: Ranken und Blattwerk)
- Gebetsglocke – Schlagton b1:
 „Ich rufe zu Dir / denn Du / Gott / wirst mich erhören.“ (Zier: Hände)
- Sakramentsglocke – Schlagton c2:
 „Es warten alle auf Dich / Das Du ihnen Speise gebest zur rechten Zeit.“ (Zier: Menschenkette).[15]

Der Südturm hatte einst eine Turmuhr. Die drei Zifferblätter und die dazugehörigen Zeigerpaare waren in den Giebeln des ehemaligen Helms angebracht und zwar nach Westen, Süden und Osten. Das Schlagwerk, zwei Schalen, befand sich im obersten Geschoss nach Norden gerichtet. Die beiden Schlagschalen und das mechanische Uhrwerk sind noch heute im obersten Geschoss des Südturms zu finden. Aus statischen Gründen gab es im Südturm nie Läute-Glocken.

## Domschatz
Der Domschatz befindet sich in einem Zither genannten Raum.

## Nutzung seit dem Ende des 20. Jahrhunderts

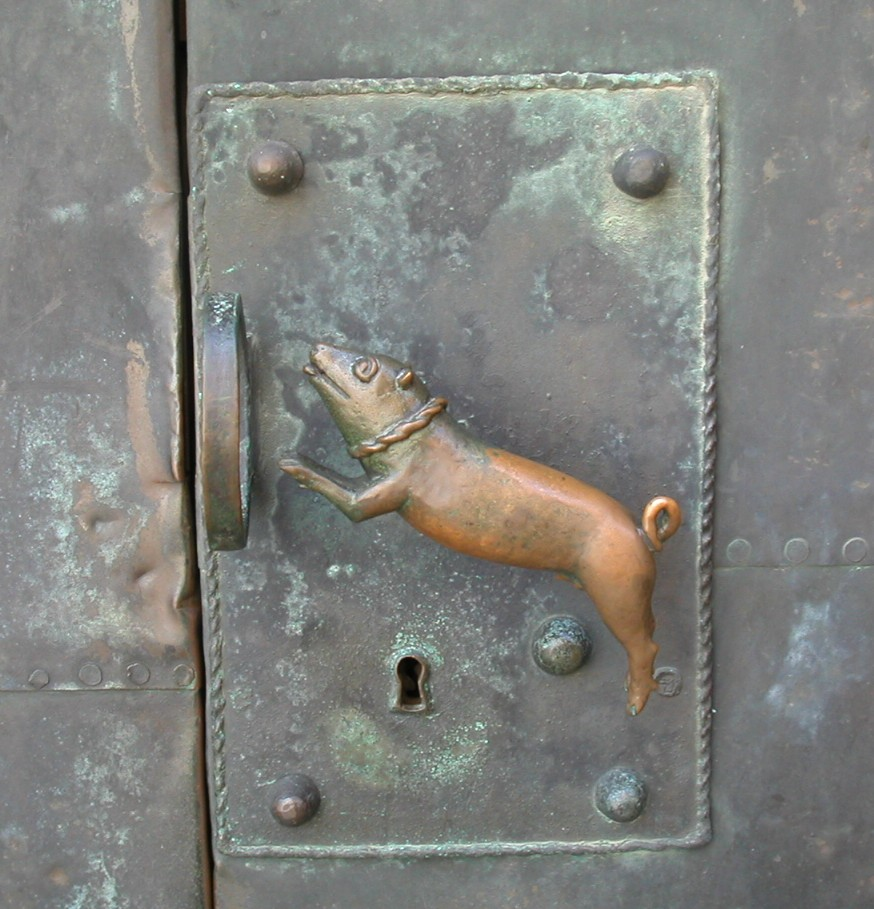
Türklinke der Stiftskirche in Form eines „Schweinehundes“

Die Kirche wird von der evangelischen Kirchengemeinde Quedlinburg genutzt. In ihr finden im Sommer evangelische Gottesdienste statt. Die katholische Gemeinde St. Mathilde begeht am 14. März ihr Patronatsfest mit einem Gottesdienst.
Des Weiteren wird die Kirche touristisch genutzt. Sie ist eine Station an der Straße der Romanik. Führungen durch die Kirche und die Domschatzkammern werden angeboten. Seit dem Mathildentag (14. März) 2009 ist die von Herbst 2001 an geschlossene Krypta wieder geöffnet.
Im Sommer ist die Kirche Veranstaltungsort des Quedlinburger Musiksommers. In Zusammenarbeit mit dem Nordharzer Städtebundtheater wurde im Mai und Juni 2007 erstmals ein Theaterprojekt „Der Name der Rose“ umgesetzt und aufgrund der großen Resonanz in den Jahren 2008, 2013, 2014 und bis 2019 wiederholt.

## Oberpfarrer und Hofprediger St. Servatii (und St. Wiperti)
- 1565–1603: Matthäus Absdorf
- 1603–1611: Andreas Leopoldi
- 1612–1643: Jacob Hermsdorf
- 1643–1647: Johannes Höfer (1636)
- 1647–1656: Daniel Heimburger
- 1656–1662: Jacob Nicolaus Röser
- 1662–1663: Johann Hoffmann
- 1663–1671: Heinrich Purgold
- 1672–1684: Jacob Röser
- 1684–1690: Sethus Calvisius der Jüngere
- 1690–1693: Christian Scriver
- 1693–1694: Justus Lüders
- 1695–1697: Friedrich Weise
- Vakanz
- 1701–1703: Friedrich Ernst Kettner
- 1703–1732: Johann Ernst von der Schulenburg
- 1733–1736: Georg Heinrich Riebow
- 1736–1740: Christian Ernst Simonetti
- 1740–1749: Heinrich Meene
- 1750–1754: Johann Andreas Cramer
- 1754–1760: Nikolaus Dietrich Giseke
- 1760–1799: Friedrich Eberhard Boysen
- 1799–1812: Johann August Hermes

1813 vereinigt mit St. Wiperti
- 1813–1821: Johann Christoph Jena
- 1821–1853: Karl Fricke
- 1854–1866: Eduard Brinkmann
- 1866–1869: Gustav Weber
- 1869–1872: Adolph Ferdinand Julius Richter (Vater von Julius Richter)
- 1873–1887: Hermann Behrends
- 1887–1895: Theodor Jesse
- 1895–1911: Johannes Scheele
- 1912–1922: Friedrich Lindner
- 1922–1928: Leopold Caesar
- 1929–1930: Friedrich Schammer
- 1930–1947: Johannes Schmidt
- 1947–1955: Rudolf Hein
- 1956–1964: Hermann Schneider
- 1965–1992: Friedemann Goßlau